# San Antonio el Llanito
San Antonio el Llanito är en ort i kommunen Ocoyoacac i delstaten Mexiko i Mexiko. Samhället hade 1 310 invånare vid folkräkningen år 2020.